# Bactrocera pyrifoliae
Bactrocera pyrifoliae är en tvåvingeart som beskrevs av Drew och Albany Hancock 1994. Bactrocera pyrifoliae ingår i släktet Bactrocera och familjen borrflugor.
Artens utbredningsområde är Thailand. Inga underarter finns listade.